# Ieva Tāre
Ieva Tāre (ur. 15 marca 1974 w Rydze) – łotewska koszykarka, występująca na pozycjach niskiej lub silnej skrzydłowej, reprezentantka kraju, olimpijka.

## Osiągnięcia
Na podstawie, o ile nie zaznaczono inaczej.

### Drużynowe
- Mistrzyni Łotwy (2001–2005, 2007–2009)[4][5][6]
- Wicemistrzyni:
  - Ligi Bałtyckiej (2001, 2009)
  - Łotwy (2010)[7]
- Uczestniczka międzynarodowych rozgrywek:
  - Euroligi (2007/2008)
  - Eurocup (2008/2009)
  - Pucharu Ronchetti (2001/2002)

### Indywidualne
(* – nagrody przyznane przez portal eurobasket.com)
- MVP play-off ligi łotewskiej (2008)*[5]
- Najlepsza zawodniczka krajowa ligi łotewskiej (2008)*[5]
- Skrzydłowa roku ligi łotewskiej (2008)*[5]
- Zaliczona do*:
  - I składu:
    - ligi łotewskiej (2008)[5]
    - zawodniczek krajowych ligi łotewskiej (2008)[5]

  - składu honorable mention (2010)[7]

### Reprezentacja
Seniorska
- Uczestniczka:
  - igrzysk olimpijskich (2008 – 9. miejsce)
  - mistrzostw Europy (1999 – 9. miejsce, 2005 – 6. miejsce, 2007 – 4. miejsce, 2009 – 7. miejsce)
  - turnieju FIBA Diamond Ball (2008 – 4. miejsce)
  - kwalifikacji:
    - olimpijskich (2008 – 5. miejsce)
    - do Eurobasketu (1995, 1997/1998, 2000–2002, 2005)

Młodzieżowe
- Mistrzyni Europy U–16 (1991)[8]